# قصه حسن و محبوبه
قصه حسن و محبوبه کتابی داستانیست نوشتهٔ علی شریعتی. این داستان پس از کشته شدن دو نفر از مبارزین علیه حکومت پهلوی، حسن آلادپوش و محبوبه متحدین در سال ۱۳۵۵، که زن و شوهر بودند، نوشته شده‌است. شریعتی به این زوج نزدیک بود و در مراسم عقد آنها حضور داشت.

## شرح
در این داستان آلادپوش و متحدین به‌طور نمادین به شکل یک زن و شوهر که به روستا رفته‌اند تصویر شده‌اند. این داستان طرحی برای نجات ایران توسط «روشنفکر مسلمان» و نه «روحانی و مرتجع» بود. در این ده معلمی بود که برخلاف ملای ده درک و شعور زیادی داشت ولی الگویی نداشت تا ارائه کند. با آمدن حسن و محبوبه به روستا که دارای همهٔ ویژگی‌های خوب هستند، معلم با نشان دادنشان به دیگران، الگوی زن و مرد مسلمان انقلابی را نشان می‌داد.